# Lokomotivbau Elektrotechnische Werke Hans Beimler Hennigsdorf
A VEB Lokomotivbau Elektrotechnische Werke (LEW) "Hans Beimler", era uma fábrica situada em Hennigsdorf, ao norte de Berlim. 
A VEB LEW foi parte do conglomerado de empresas formado também pelas fábricas VEB Berliner Bremsenwerk (fábrica de freios; antes da guerra parte da Knorr-Bremse), em Berlim, VEB Schichtpressstoffwerk SPW em Bernau e o VEB Galvanotechnik GTL (fábrica técnica de galvanização) em Leipzig.

Foi o único fabricante de locomotivas elétricas da Alemanha Oriental. Popularmente conhecida pela sigla LEW, forneceu locomotivas, de diversos tipos  para a China, URSS, Polônia e muitos outros países em desenvolvimento.

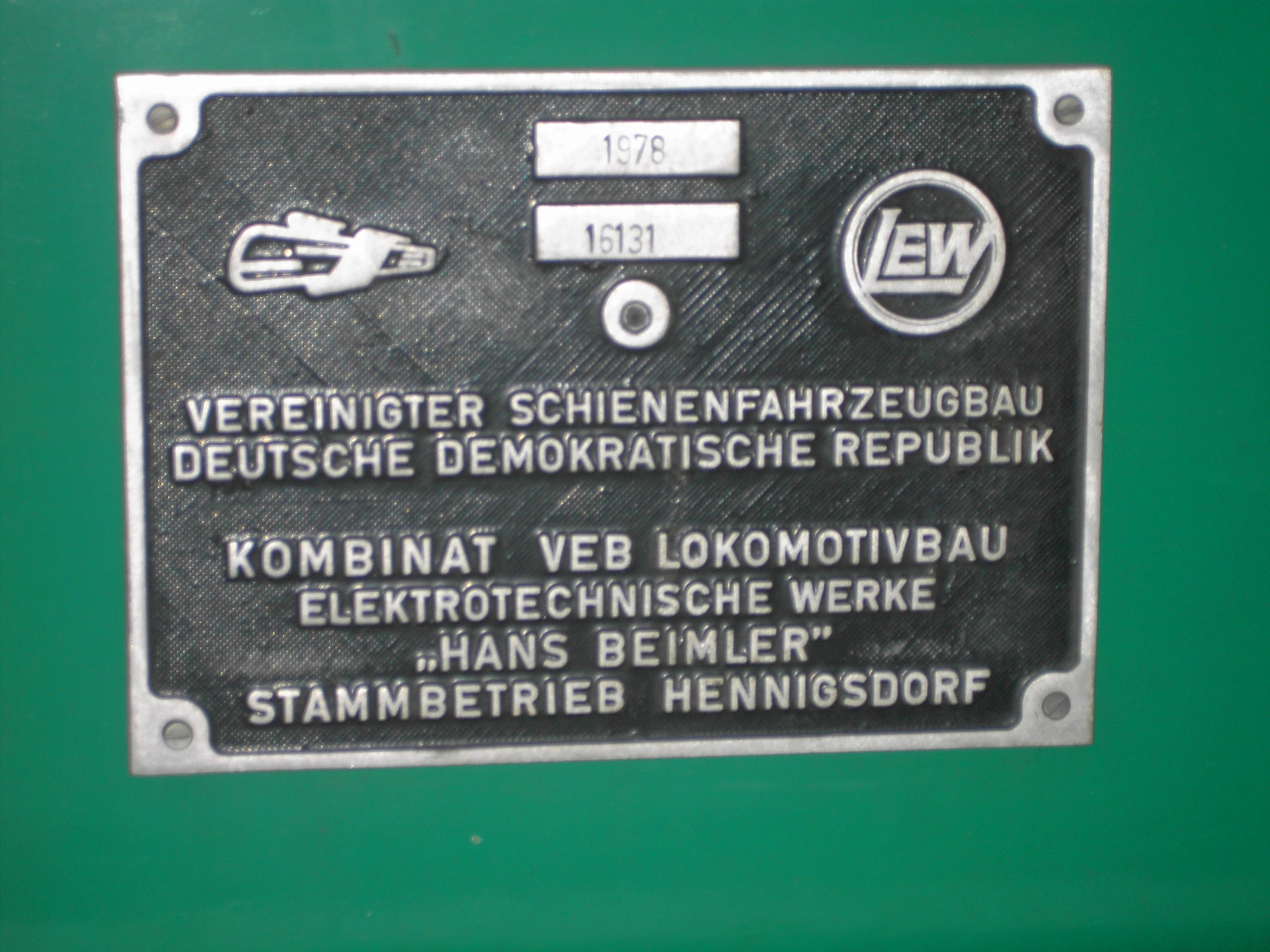
Placa de identificação em um trem da Ferrovia Local de Budapeste (Budapesti Helyiérdekű Vasút)

Para o Brasil foram enviadas 83 locomotivas diesel-elétricas para ferrovias paulistas (Paulista, Sorocabana e Mogiana), no final da década de 1960.
Estas locomotivas foram adquiridas para compensação do saldo comercial favorável que o Brasil possuía com a Alemanha Oriental, principalmente como pagamento de exportações brasileiras de café.

## Produtos
Modelos de locomotivas LEW exportados para as ferrovias paulistas.
| Modelo       | Quantidade | Potência (HP) | Bitola (m) | Rodagem | Comprador |
| ------------ | ---------- | ------------- | ---------- | ------- | --------- |
| LEW DE I PA  | 36         | 1050          | 1,600      | B-B     | CPEF      |
| LEW DE II S  | 30         | 1050          | 1,000      | B-B     | EFS       |
| LEW DE III M | 17         | 1400          | 1,000      | B-B     | CM        |

## Marcos históricos
- 1910 - Aquisição de terrenos por Emil Rathenau para produzir isoladores de cerâmica;
- 1915 - Início da produção de locomotivas diesel e elétricas, sob o nome AEG;
- 1931 - Aquisição por parte da AEG da "Borsig - Lokomotivwerke GmbH" em Berlim;
- 1945 - As unidades da AEG localizadas na Alemanha Oriental são ocupadas pela administração militar soviética na Alemanha e é descontinuada a fabricação de locomotiva devido aos prejuízos causados pela guerra;
- 1947 - Fundação da "VEB-Lokomotivbau-Werke Elektrotechnische Hennigsdorf";
- 1948 - É retomada a fabricação de locomotiva;
- 1951 - A produção de locomotiva elétrica mineira tipo ‘’EL3’’ com a bitola de 900 mm, seguida pela série ‘’EL2’’ de locomotivas elétricas mineiras de bitola de 1435 mm;
- 1954 - Começa a produção de locomotivas a vapor para a Deutsche Reichsbahn da série 65.10 (DR Class 65.10);
- 1954 a 1958 - Fabrica locomotivas elétricas série ‘’E 04’’ e ‘’E 05’’ de corrente contínua para Ferrovia Estatal Polonesa PKP. Produção de grande quantidade de locomotivas a acumuladores (baterias);
- 1964 - Inicio da produção de locomotivas diesel-hidráulica das classes 105, 106 e 110, devido ao aumento da necessidade de tração pelas ferrovias da RDA e a incapacidade de atendimento pela ‘’’VEB Lokomotivbau Karl Marx (LKM) (antiga fabrica da Orenstein & Koppel AG) Potsdam-Babelsberg’’’ (especializada na fabricação de locomotivas diesel);
- 1958 a 1985 - Produção de locomotivas elétricas e diesel-elétricas para exportação, vendidas pela VEB Schienenfahrzeuge Export + Import em Berlim, para diferentes países do mundo, em geral em pequenas quantidades. Como exemplo a exportação de 32 unidades do modelo EL104 para a Argélia, derivado do modelo Classe 251 [2];
- Década de 1980 - Inicio da produção de eletrodomésticos para cozinha, maquinas de lavar, etc;
- 1990 - Fundação da "LEW Hennigsdorf GmbH"
- 1992 - Através da privatização conduzida pelo governo da Alemanha reunificada a AEG (subsidiaria Daimler-Benz), adquire a LEW e a renomeia como "AEG Schienenfahrzeuge GmbH" (AEG Veículos Ferroviários Ltda) [3];
- 1996 - Fusão das empresas da ABB com a Daimler-Benz-Transportion, formando a Adtranz;
- 1998 - A produção das 10 ultimas locomotivas, modelo ‘’’BR 145’’’ para a DBahn AG, em Hennigsdorf. Desde então a fabrica tem construído automotrizes e realizado a reforma de equipamentos.
- 2001 - Aquisição da Adtranz pela Bombardier Transportation;
- 2006 - Instalação do Centro de Modernização e Reforma na fabrica de Hennigsdorf.

## Sucessoras
- VEB SPW foi vendido em 1992 à empresa suíça Von Roll Isolla e depois fechada;
- Marx Elektrowärme GmbH produz fornos industriais;
- LEW "Hans Beimler" foi vendida em 1992 ao grupo a AEG Daimler-Benz, hoje Bombardier Transportation
- LEW GmbH iniciou a produção de aquecedores, sendo posteriormente liquidada.